# Coccoderus amazonicus
Coccoderus amazonicus é uma espécie de coleóptero da tribo Torneutini (Cerambycinae); com distribuição na Costa Rica, Equador, Colômbia, Peru, Brasil e Bolívia.